# Château de Saint-Gervais d'Asnières
Le château de Saint-Gervais est un château situé à Asnières dans l'Eure, à la limite du Pays d'Auge.
Les parties les plus anciennes, en colombage remontent au XVIe siècle. L’ensemble architectural se situe au milieu d’un vaste parc, totalement redessiné au XIXe siècle.
Le château est mentionné à l'inventaire général du patrimoine culturel.

## Histoire
Les dates importantes d'Asnières et du château de Saint-Gervais d'Asnières :
1198Première citation d’un Hugues d’Asnières, seigneur de ce pays.
Jean, fils aîné d’Hugues « se déclare de bonne heure pour le roi Philippe Auguste » dans la guerre des Anglo-Normands avec les Français. Celui-ci le récompensera en lui donnant en 1207 une large part de la dépouille des vaincus, qui viendront agrandir le vaste domaine. 
Suit Guillaume d'Asnières, fils de Jean. Prêtre, il siège comme chanoine à l’Échiquier de Rouen dès Pâques de 1258. Il est élu évêque de Lisieux.
La lignée s'éteint avec Pierre d'Asnières au milieu du XVe siècle (1469).
1651Jean de Carrey, conseiller du roi et maître ordinaire en sa chambre des comptes, fait l’acquisition des seigneuries de Saint-Gervais et de Saint-Jean d’Asnières et prend le titre de sieur de Saint-Gervais et de Goville. Il meurt à Saint-Gervais en 1670.
Suivra à Saint-Gervais une courte lignée puisque son petit-fils Jacques François Augustin de Carrey de Saint-Gervais, seul descendant mâle choisit la carrière ecclésiastique : celui qui fut appelé « l'abbé de Saint Gervais » est nommé dans les années de 1780 haut doyen puis évêque coadjuteur de Rouen. Son histoire au moment de la Révolution est étroitement liée au mystère de la destruction de l’ancien château de Saint-Gervais.
1837Acquisition par Michel Pierre Alexis Hébert, avocat général de la Cour de Cassation (1836), puis Garde des sceaux Ministre de la Justice en 1847, plus tard député de Pont-Audemer puis conseiller général de l'Eure. C'est lui qui fera construire le château actuel dominant la vallée de la Calonne.
Différentes familles se sont depuis succédé au château de Saint-Gervais, Hébert, La Bouillerie, Noirot-Nérin.

## Architecture
L’ensemble des bâtiments décrits plus bas forment au nord un vaste fer à cheval constituant une « basse cour », tandis qu'au sud, plus en hauteur une « haute cour » abritait l'ancien château, devenu manoir épiscopal au XVIIIe siècle.

### Ancien logis du régisseur
Ce bâtiment du XVIe siècle, le plus ancien des bâtiments encore existant aujourd'hui, pourrait être à l'origine le logis du régisseur. 
Gros œuvre en colombage et galandage en briques avec décor de pan de bois typique de ce siècle. Le toit typique du Pays d’Auge est à longs pans.
Le bâtiment a été doublé et transformé en une vaste étable à vaches au XVIIIe siècle.

### Colombier
Le colombier du XVIIe siècle domine la « basse cour ». 
En brique et silex, et de forme circulaire, il est tapissé dans son intérieur de plus de 1 500 boulins (ou niches) en argile pouvant accueillir les pigeons du domaine. Il a conservé une partie de son mécanisme intérieur.

### Portail dit «de Rouen» ou «Porte du Pays d'Auge»
Portail majestueux ouvrant sur l'ancienne route de Montfort. En briques et calcaire, datant du XVIIIe siècle. Il s'appuie sur un mur de silex en petit appareil.

### Four à pain
Aménagé dans un petit logis en colombages, adossé au Portail, le four à pain date du XVIIIe siècle.

### Pressoir à cidre
Le pressoir à cidre est installé dans un vaste bâtiment en colombage et torchis, avec un « cul de geai »  à l’ouest.

### Logis
Le logis de ferme avait été entièrement reconstruit au XIXe siècle par les nouveaux propriétaires. En torchis et colombage, avec un toit de chaume, le toit est recouvert d'ardoises à la fin du XIXe siècle, en harmonie avec les autres bâtiments.

### Charretterie
La « charretterie » est le bâtiment agricole le plus récent du domaine. Il a été construit dans la 2e moitié du XIXe siècle en colombage et torchis.

### Puits
Deux puits complètent l’ensemble architectural. 
Mécanisme entièrement en châtaignier et métal identifié comme très ancien (probablement du XVe siècle) et pourtant en parfait état de conservation.

### Château et communs
Le château actuel et ses communs ont été construits en deux temps au XIXe siècle : en contrebas, dominant la vallée de la Calonne, vaste demeure rectangulaire à deux étages, bâtie à partir de 1840. Elle a été complétée d'une tour en briques bicolores en 1891. Cette même année, sont construits, plus sur la hauteur, de vastes communs, achevés un an plus tard.

### Parc
Un parc de 20 hectares jouxte l’ensemble.
Dessiné au XIXe siècle par Alexis Hébert, ce parc s’étend sur l’ensemble des parcelles répondant sur le cadastre actuel au nom de « Bois de la Chapelle ». Ce bois abritait en effet une chapelle importante, dédiée à sainte Marie-Magdeleine détruite probablement aussi à la Révolution.